# Angels F.C.
Angels F.C. – gibraltarski klub piłkarski z siedzibą w Gibraltarze.

## Historia
Chronologia nazw:
- 2014: Angels F.C.

Angels F.C. został założony w 2014 roku w Gibraltarze, po wzroście zainteresowania piłką nożną na brytyjskim terytorium zamorskim Gibraltaru. W lipcu 2014 roku ogłoszono, że klub będzie rywalizować w Gibraltar Division 2. W debiutanckim sezonie zespół zajął drugie miejsce, ale otrzymał awans na skutek decyzji GFA o poszerzeniu Gibraltar Premier Division do 10 zespołów. W sezonie 2015/16 zagrał swój pierwszy sezon na najwyższym poziomie.

## Sukcesy

### Trofea międzynarodowe
Nie uczestniczył w rozgrywkach europejskich (stan na 31-05-2015).

### Trofea krajowe
| \| \| Zdobyte trofea w rozgrywkach Gibraltaru (stan na: 31-05-2015) \| |                                                               |      |          |
| Rozgrywki                                                              | Osiągnięcie                                                   | Razy | Sezon(y) |
| · Mistrzostwo                                                          | I miejsce                                                     | 0    |          |
| · Mistrzostwo                                                          | II miejsce                                                    | 0    |          |
| · Mistrzostwo                                                          | III miejsce                                                   | 0    |          |
| · Mistrzostwo                                                          | ?. miejsce                                                    | 1    | 2016     |
| Puchar                                                                 | zdobywca                                                      | 0    |          |
| Puchar                                                                 | finalista                                                     | 0    |          |
| Puchar                                                                 | 1/8 finału                                                    | 1    | 2015     |
| Puchar Ligi                                                            | zdobywca                                                      | 0    |          |
| Puchar Ligi                                                            | finalista                                                     | 0    |          |
| II liga                                                                | I miejsce                                                     | 0    |          |
| II liga                                                                | II miejsce                                                    | 1    | 2015     |
| II liga                                                                | III miejsce                                                   | 0    |          |
| Gibraltar                                                              | Zdobyte trofea w rozgrywkach Gibraltaru (stan na: 31-05-2015) |      |          |

## Stadion
Klub rozgrywał swoje mecze domowe na Victoria Stadium w Gibraltarze, który może pomieścić 2,249 widzów.